# Scriptlattes
O Conselho Nacional de Desenvolvimento Científico e Tecnológico (CNPq) realiza um grande esforço na integração de bases de currículos acadêmicos de instituições públicas e privadas em uma única plataforma denominada Plataforma Lattes. Os chamados Currículos Lattes são atualmente considerados um padrão brasileiro de avaliação representando um histórico das atividades científicas / acadêmicas / profissionais de pesquisadores cadastrados.
ScriptLattes é uma ferramenta para extração e visualização de conhecimento a partir de Currículos da Plataforma Lattes.
A ferramenta (GNU_GPL) desenvolvido em Perl permite a extração e compilação de:
- produções bibliográficas
- produções técnicas
- produções artísticas
- orientações
- participação em bancas examinadoras
- participação em comissões julgadoras
- eventos
- grafo de colaborações
- mapa de pesquisa de um conjunto de pesquisadores cadastrados na plataforma Lattes.

O ScriptLattes baixa os Currículos Lattes de um grupo de pessoas de interesse, compila as listas de produções, eliminando as publicações duplicadas e similares. São geradas páginas HTML/JSP com listas de produções e orientações separadas por tipo e colocadas em ordem cronológica invertida. Estes relatórios gerados permitem avaliar, analisar ou documentar a produção de grupos de pesquisa. A ferramenta também se mostrou bastante eficaz na análise de redes de colaboração entre autores 